# Ben Broos
Ben Broos (vollständiger Name Bernardus Petrus Jozef Broos) (* 13. Januar 1944 in Weert; † 22. Dezember 2019 in Nieuwegein) war ein niederländischer Kunsthistoriker.
Er wurde 1977 an der Universität Utrecht mit einer Dissertation zum Werk Rembrandts promoviert. Anschließend war er Kurator an der Gemäldesammlung des Mauritshuis in Den Haag.